# Узбекистан
Узбекистан, званично Република Узбекистан (узб. Oʻzbekiston Respublikasi) држава је у средњој Азији. Потпуно је окружена копном, а граничи се са Казахстаном на западу и северу, Киргистаном и Таџикистаном на истоку, и Авганистаном и Туркменистаном на југу.

## Географија

### Положај
Са површином од 447.000 km² (што приближно одговара површини Шпаније или Калифорније), Узбекистан се протеже ширином од 1.425 km од запада ка истоку, и 930 km у правцу север-југ. Будући да се на југозападу граничи са Туркменистаном, на северу са Казахстаном и Аралским језером, Узбекистан је не само једна од највећих централноазијских држава, већ и једина држава која има заједничку границу са још четири такве. Узбекистан се граничи и са Авганистаном на југу. Са изузетком Лихтенштајна, Узбекистан је једина земља на свету двоструко заклоњена од мора, тј. нема излаз на море, нити се граничи са неком државом која излази на море.

### Геологија и рељеф
Узбекистан је углавном пустињска земља са свега 10% обрадивог земљишта (то укључује интензивну пољопривреду и наводњаване долине). Кизил Кум, једна од најпространијих пустиња у средњој Азији, покрива знатан део западне територије Узбекистана.
Највиши врх у целој земљи је Adelunga Toghi и достиже 4301 m надморске висине.

### Воде
Аму Дарја и Сир Дарја су две најзначајније реке у Узбекистану, и у централној Азији уопште, и уливају се у Аралско језеро. Укупна дужина Аму Дарје је 1437 km, а Сир Дарје 2137 km.
Аралско језеро, смештено између Узбекистана и Казахстана, доживљава невероватно смањивање своје површине почев од 60-их година 20. века; ситуација прети да прерасте у праву еколошку катастрофу за цео регион. Између 1960, када је покривало 68.000 km², и 2000, његова површина је преполовљена. Ако се садашњи негативни тренд настави, језеро би могло у потпуности да ишчезне са лица Земље већ 2025. године.

### Клима
Преовлађује континентални тип климе, сув и са много контраста, са релативно хладним зимама (-10° у појединим регијама), и врло топлим летима (+40 °C).

## Историја
Најстарија од познатих цивилизација на подручју Узбекистана је била Бактрија која први пут настаје око 2500. п. н. е. с главним градовима у данашњем Туркменистану. Ова најстарија цивилизација чији остаци су откривени тек пре 30 година је још увек готово непозната на западу.
Њеном пропашћу долази до политичког вакуума током којег се ирански номади насељавају на овом подручју и потом тамо стварају нове цивилизације које добивају имена: Бактрија, Согдијана и Тохарци. У ово доба спада оснивање градова Самарканд и Бухара који доживљавају процват стварањем трговинског пута према Кини који ће потом добити име Пут свиле. До првог правог процвата овог пута ипак ће доћи тек у 2. веку п. н. е.
Убрзо по стварању Ахеменидског краљевства у 5. веку п. н. е. остаци ових цивилизација су били анектирани од стране Ахеменида, а на том подручју ће бити организована 18. сатрапија која ће се звати Согдијана. Освајања Александра Великог који је био предузео против Дарија III и његово рушење Ахеменидског краљевства доводи његову војску на подручје сада већ бивше сатрапије Согдијана где жестоко слама њен отпор 328. п. н. е. пошто се она одбила предати. Овај пораз значио је уједно и крај династије Ахеменида. Након његове смрти ово подручје јужног Узбекистана постаје део Грчко-бактријског краљевства које ће пропасти око почетка нове ере, а целим подручјем ће завладати прво Партија, а онда њен наследник Сасанидско краљевство. У трговачком смислу 7 векова између почетка нове ере и арапских освајања постаје златно раздобље за узбекистанске градове на путу свиле пошто од Хадријановог зида у данашњој Шкотској па до Жутог мора постоје само 3 велике државе које дарују стабилност и сигурност трговини. Иако се један од најстаријих светских градова - Самарканд - нашао изван граница Персије, његов напредак је захваљујући Путу свиле били загарантован све до турских грађанских ратова, пошто у 6. веку град улази у састав турског каганата.
Арапи, предвођени трупама генерала Qutayba ibn Muslim-а, освајају данашњу територију Узбекистана око 712, да би ту коначно учврстили власт после Битке за Талас. Они су и наметнули ислам централноазијским народима, који су дотад практиковали зороастризам.
Саманиди су прва персијска династија која је поново успоставила власт у Узбекистану (819—1005), окончавши тако дугу арапску превласт над тим простором.
Велики монголски завојевач Тамерлан (1336—1405), рођен недалеко од Самарканда, основао је моћно царство које је обухватало више земаља средње Азије, између осталог и Узбекистан. Његово царство пало је 1507. у руке узбечке династије Шајбанида. Тамерлан је за собом оставио богату културну баштину, висока научна и уметничка достигнућа, пре свега у Самарканду и Херату.
Руси су се појавили у овом региону крајем XIX века, након блиставе победе трупа предвођених генералом Михаилом Черњајевим. Потчинили су најпре 1884. калифате Бухару и Хиву, а затим и источну област данашњег Узбекистана, укључујући ту и Ташкент. Освојене територије реорганизоване су у оквиру нове административне јединице назване Туркестан. У марту 1876, под руску власт потпао је и халифат Ћоћон.
Узбекистан као засебна република јединственог народа постоји тек од 27. октобра 1924, када је више мањих територија у централној Азији уједињено у Совјетску Социјалистичку Републику Узбекистан. Узбекистан је постао део Совјетског Савеза 1925.
После неуспеха у постизању споразума којим би се СССР реорганизовао и наново конституисао, за шта се Узбекистан ревносно залагао, проглашена је независност 1. септембра 1991. године. Од 1990. до смрти 2. августа 2016. земљом је руководио аутократски председник Ислам Каримов.

## Становништво
Узбекистан је средњоазијска земља са највећим бројем становника (више од 26 милиона душа). Узбеци, који говоре туркијским језиком, чине 80% становништва. Руси су најбројнија национална мањина са 6% учешћа у укупној популацији (њихов број је у сталном паду од средине осамдесетих). За њима следе Таџици, Козаци, Татари и Каракалпаци. Највећи број Руса живи у Ташкенту и другим индустријским центрима. Таџици су концентрисани у древним градовима Бухари и Самарканду. Највећи број Каракалпака живи у аутономној републици Каракалпакија.
Службени језик је узбечки, којим говори 17 милиона људи (65,6% укупне популације). Руски је и даље значајан језик споразумевања у Ташкенту и осталим већим градовима. Језик таџик је у широј употреби на локалном нивоу.
Стуктура становништва је следећа: 37% живи у градовима, 63% на селу. Преовлађује младо становништво, радно способних је 54%.

### Највећи градови
| №  | Град      | Популација |
| -- | --------- | ---------- |
| 1. | Ташкент   | 1,978,028  |
| 2. | Наманган  | 432,456    |
| 3. | Самарканд | 319,366    |
| 4. | Андиџан   | 318,419    |
| 5. | Бухара    | 247,644    |

### Религија
Ислам је најдоминантнија религија у Узбекистану. Муслимани (сунити) чине 96% популације, затим следе православни хришћани са 2%, а преосталих 2% чине друге религије. Узбекистан је световна земља.

## Војска
Узбекистан поседује највећу и најспособнију војску у региону Централне Азије, са око 65.000 људи у униформи. Структура је наслеђена од совјетских оружаних снага, мада се брзо креће ка потпуно реструктурисаној организацији, која ће на крају бити оријентисана око лаких и специјалних снага. Опрема Узбечких оружаних снага није модерна, а тренинг, иако се поправља није ни униформан нити адекватан за нову мисију територијалне безбедности. Влада је прихватила обавезе о контроли наоружања бившег Совјетског Савеза, Узбекистан се придружио Споразуму о неширењу нуклеарног наоружања (као ненуклеарна земља), и подржавао је активни програм америчке агенције за смањење одбрамбених претњи (ДТРА) у западном Узбекистану (Нукус и Возрожденије). Влада Узбекистана троши око 3,7% БДП-а на војску, али је примила и растућу подршку Страног војног финансирања (ФМФ) и других безбедносних помоћних фондова од 1998. Узбекистан је прихватио захтев централне команде САД за приступ виталној војној ваздухопловној бази, Карши-Канабад, у јужном Узбекистану након терористичких напада 11. септембра. Након нереда у Андиџану и америчке реакције која је уследила, Узбекистан је захтевао да се снаге САД повуку из ваздушних база. Последње америчке трупе су напустиле Узбекистан у новембру 2005.
ЕУ је забранила продају оружја Узбекистану 2005. оптуживши владу да сноси одговорност за насиље у Андиџану, али Узбекистан и Русија су потписали заједнички одбрамбени пакт.
Узбекистан је члан у заједничка безбедносној организацији Шангајска организација за сарадњу.

## Привреда
Прве године независности Узбекистана биле су као у осталим пост-совјетским републикама стресне с драстичним падом БДП-а и животних услова. Инфлација се првих година кретала око 1000%, али се од 1995. почела успешно контролисати тако да се у последњој деценији креће испод 10%.
За разлику од осталих посткомунистичких држава које се кренуле на пут масивних отпуштања и приватизација, Узбекистан је изабрао постепени прелаз из једног у други систем чиме је задржао пуну запосленост. Демографска експлозија отежава економску политику пуне запослености, али Узбекистан се с њом успјешно носи тако да је број запослених (и радних места) порастао с 8,5 милиона 1995. на 10,5 милиона 2006. што је пораст од готово 25%. По службеним подацима незапосленост је 0,3%, али мора се узети у обзир и број од наводних 3,5 милиона узбекистанских држављана на раду у Русији.
Најважнија пољопривредна грана Узбекистана је узгој памука којега се данас производи око 3,5 милиона тона што ову државу чини другим највећим светским произвођачем памука без обзира на постепено смањење производње због државне политике да се мора постићи прехрамбена независност тако да је узгој житарица повећан 60% на штету памука. Осим памука који чини 17% свих извозних производа Узбекистан још се узгаја и извози свилу, воће и поврће које чине још додатних 8% извозних производа. Свеукупно пољопривреда чини 24% државног БДП-а, док се још 8% добије индустријском обрадом пољопривредних плодова.
Осим пољопривредне независности други основни темељ узбекистанске економије је државна модернизација. Како би се то што успешније и брже постигло држава се у другој половини 90-их отвара западној Европи, САД, Јужној Кореји и Јапану како би привукла инвеститоре који су заинтересовани за улагања у производњу. У процесу привлачења инвеститора током којег ће бити допуштен и рад цивилних удружења једини значајнији успех ће постати Даеву који отвара погон за производњу аутомобила у Узбекистану. Сва америчка улагања пре свега су завршавала у рударским компанијама, што је изазивало иритацију пошто је државни циљ била модернизација, а не препуштање рудних блага странцима. Након покушаја државног удара 2005. Узбекистан је донео одлуку о избацивању америчких минералних компанија са свог подручја што доводи до одређене врсте национализације рудника злата којим управља амерички Newmont Goldcorp, покушаја сличне ствари с британским Oxus mining и преузимање америчке телекомуникацијске компаније у Узбекистану имена Coscom. Те државне одлуке након покушаја револуције довеле су до ситуације да је Узбекистан проглашен непожељном државом за стране инвеститоре.
Тренутно најважније индустрије у земљи јесу производња аутомобила Даеву, односно Џенерал моторс Шевролет и транспортних авиона Иљушин који су за разлику од руских путничких авиона веома тражени на светском тржишту, што је довело до несугласица између Русије и Узбекистана по питању поделе добити од послова (средиште компаније Иљушин је у Русији, а фабрика у Узбекистану) и жеље Москве да сву производњу пресели на своју државну територију.
Осим те индустрије и оне које је пре свега везана с производњом памука Узбекистан се још бави производњом и продајом рудног блага, а пре свега злата чији је 7 највећи светски произвођач и који му по неслужбеним подацима чини 20% извоза.
Задњи темељ узбекистанске економије, осим енергетске независности, одржавање је трговинског суфицита заштитом домаће индустрије високим порезима и царинама. Резултат овакве политике је годишњи трговински суфицит између 1 и 3 милијарде америчких долара који као нуспојаву с осталим економским темељима даје годишњи пораст БДП-а који се редовно креће изнад 6% и који се удвостручио између 1995. и 2008.
Минимална плата у Узбекистану од 1. децембра 2010. је 49.735 сома, док минималне пензије и помоћ за инвалиде од детињства износи 97.285 сома, док је помоћ за старе или за посао неспособне 59.690 сома. Просечна плата исплаћена у Узбекистану, по речима председника Ислама Каримова, износила је 210 америчких долара крајем 2009. Тренутни главни економски проблем Узбекистана је висока корупција по којој ова држава спада међу 10 најгорих држава света.